# Alekséi Kosterin
Alekséi Evgrafovich Kosterin (1896 – 1968) fue un político, periodista y escritor comunista ruso, principal exponente de la oposición comunista en la Unión Soviética durante los años 60 del siglo XX.

## Biografía
Hijo de obreros, nació en la región del Bajo Volga y militó políticamente desde los dieciséis años de edad. En 1916 ingresó en el Partido Bolchevique y durante la Guerra civil rusa fue comandante partisano en el norte del Cáucaso. En el contexto de las purgas estalinistas fue expulsado del partido y detenido en mayo de 1938, siendo encarcelado y pasando la mayor parte de su cautiverio en la prisión central de Magadán, cerca de Kolimá. Posteriormente afirmó que durante su largo periodo en los campos del Gulag llegó a convencerse de que «el marxismo-leninismo había sido sepultado y de que el partido de Lenin había dejado de existir».
Fue puesto en libertad en 1955, durante la desestalinización, siendo readmitido en las filas del Partido Comunista de la Unión Soviética (PCUS). En esta época su nombre se hizo muy popular entre los soviéticos, al difundirse el Diario, 1936-1941 de su hija Nina Kosterina. Escribió diversas cartas dirigidas a los congresos del partido en defensa de los derechos de los tártaros de Crimea y de los alemanes del Bajo Volga. Fue nuevamente expulsado del PCUS en 1957 y más tarde reintegrado. Continuó su labor crítica escribiendo diversas obras literarias publicadas en Novy Mir y en forma de samizdat.
Desde 1966 animó y ejerció como portavoz de la oposición comunista de la  URSS, participando en las protestas contra la invasión de Checoslovaquia de 1968. Fue expulsado de la Unión de Escritores Soviéticos y el 24 de octubre de 1968, días antes de su muerte, entregó su carnet del partido con una carta de dimisión en la que afirmaba que «con el carnet del partido o sin él, he sido, soy y seguiré siendo marxista-leninista, comunista y bolchevique. Así ha sido mi vida, desde la juventud hasta la tumba». Asimismo, expresó ser «un soldado del ejército revolucionario leninista, un representante de la generación que caminó a la zaga de Lenin, y por esta razón, arriesgando mi vida, hasta el último suspiro, e incluso después de mi muerte, lucharé por las ideas y por la doctrina definidas por Marx, Engels y Lenin».
Falleció el 14 de noviembre de 1968, constituyendo su funeral el primer mitin público de oposición de la época. Ante su tumba, Anatol Jakobson pronunció un discurso en el que se le denominaba bolchevique-leninista, la denominación utilizada en su momento por la Oposición de izquierda trotskista, con cuyos supervivientes coincidió en los campos de concentración.